# Енхелейци
Енхелейците (на старогръцки: Εγχελιοι, Enchelioi; на латински: Encheleae, на албански: Enkelejtë) са племе на илирите, което населява през VIII и VII век пр. Хр. региона около Охридско езеро. Те воюват често за територията с древните македони, които живеели на изток. През 700 г. пр. Хр. енхелейците са подчинени на древните македонци.
Те основават град Лихнида (предшественик на днешния град Охрид) и Енхалон (вероятно днешен Струга).
Според Periplus на Псевдо-Скилакс през IV век пр. Хр. енхелейци живеят на Адриатическия бряг (днешна Албания).
Според гръцката митология племето е наречено на Енхелей, син на Илирий (син на Кадъм и Хармония).